# سلین فان گرنر
سلین فان گرنر (به انگلیسی: Céline van Gerner) ژیمناست زادهٔ ۱ دسامبر ۱۹۹۴ میلادی اهل کشور هلند است.